# 小行星2793
小行星2793（2793 Valdaj）是一颗围绕太阳公转的小行星。1977年8月19日，尼古拉·切爾尼赫在克里米亚发现了此天体。
該小行星以俄羅斯中部的瓦耳代丘陵命名。
这颗小行星的绝对星等为184.13716等。